# Forever It Shall Be
Forever It Shall Be ist eine Death-Metal-Band aus Braunschweig, Niedersachsen.

## Geschichte
Die 2006 in Braunschweig gegründete Band wurde nur ein halbes Jahr nach ihrer Gründung vom Berliner Plattenlabel Maintain Records unter Vertrag genommen, auf dem das Debütalbum Reluming the Embers im Mai 2007 erschien. Produziert wurde das Album von Alexander Dietz, Gitarrist bei Heaven Shall Burn.
Die Kritiken waren überwiegend positiv und die Band spielte in der Folge Konzerte u. a. in Spanien, Frankreich und Polen zusammen mit bekannten Bands, wie The Haunted, All Shall Perish, War from a Harlots Mouth oder Neaera.
Während des Songwritings für das nächste Album verließ Sänger Tobias Luger die Band, um auf anderem Wege Karriere zu machen. Neu dazu stieß Claus Ulka, ehemals bei Misery Speaks tätig. Durch die neue Stimme löste sich die Band von dem vormals mehr durch Metalcore beeinflussten Songwriting und ging zum reinen Death Metal über. Anfang 2010 wurde das zweite Album, Sonic Death Squad, bei Maintain Records veröffentlicht. Die Band hat sich aus verschiedenen Gründen im September 2010 aufgelöst, jedoch im Mai 2012 wieder zusammengetan.
Im Oktober 2014 veröffentlichte die Band ihr drittes Studioalbum, Destroyer, auf Kernkraftritter Records.

## Stil
Manuel Latton (aka inhonorus) vom Legacy-Magazin vergleicht die Band auf Destroyer mit The Black Dahlia Murder und Killswitch Engage. Zwar sei Destroyer im direkten Vergleich mit seinem Vorgänger Sonic Death Squad etwas weniger aggressiv, doch dafür umso melodischer ausgefallen.

## Diskografie
- 2007: Reluming the Embers (Album, Maintain Records)
- 2010: Sonic Death Squad (Album, Maintain Records)
- 2014: Destroyer (Album, Kernkraftritter Records)